# Barbara Czałczyńska
Barbara Czałczyńska (ur. 21 kwietnia 1929 we Lwowie, zm. 14 marca 2015 w Krakowie) – polska pisarka oraz tłumaczka literatury francuskiej.

## Życiorys
Ukończyła studia na Wydziale Filozoficzno-Historycznym Uniwersytetu Jagiellońskiego. W 1957 debiutowała jako prozaik na łamach Dziennika Polskiego. Była długoletnią kierowniczką Biblioteki Naukowej Centralnego Biura Opracowań Technicznych Drobnej Wytwórczości. Należała do Związku Literatów Polskich (od 1969) i Stowarzyszenia Pisarzy Polskich, Oddział w Krakowie. Od 1992 była wiceprezesem, a w latach 1995–2006 prezesem Klubu Inteligencji Katolickiej w Krakowie.
Odznaczona Krzyżem Kawalerskim Orderu Odrodzenia Polski (2014). Przekładała między innymi prozę Julesa Supervielle’a.

## Twórczość
- 1965 – Pierwszy zakręt (opowiadania)
- 1969 – Próba życia (powieść)
- 1974 – Magdalena (powieść)
- 1976 – Wielka cisza (opowiadania)
- 1980 – Przesilenie wiosenne (powieść)
- 1983 – Rozmowy z babką